# Simargl
Semargl (Семарьгл), Simargl (Симарьгл) ili Sjemargl (Сѣмарьгл), ovisno o rukopisu, ime je jednog istočnoslavenskog boga ili ime nastalo spajanjem imena dvaju bogova Sem (Сем) ili Sim (Сим) i Regl (Регл) ili Rgl (Рьгл) u jedno.
Imena se javljaju u djelima koja spominju panteon Vladimira I., gdje je riječ o jednom bogu, i u tekstu Slovo nekojega kristoljupca i revnitelja za pravu vjeru, gdje se spominju dva boga umjesto jednog.
U suvremeno je doba prikazivan kao krilati pas zbog teorije da se radi o kulturnom uvozu iranskog boga Simurga, koja je nastala 1933. godine.

## Povijesni izvori
Kijevski ljetopis navodi da je 980. godine Vladimir, knez Kijeva, odlučio podići kumire božanstava Perun, Hrs, Dažbog, Stribog, Sjemargl i Mokoš. Ti kumiri nalazili su ispred njegovog dvora na kijevskoj Gori koji se nalazio iznad Dnjepra. Osam godina kasnije, 988., nakon što je Vladimir pokršten, dao je srušiti navedene kumire.
U Slovu nekojega kristoljupca i revnitelja za pravu vjeru , Sim i Rgl spominju se pak na dvjema mjestima kao božanstva kojima se pogani narod moli. Na samom početku teksta predstavljeni su kao jedno od božanstava kojima se klanjaju dvovjerni – pokršteni ljudi koji su zadržali vjeru u poganske bogove.